# 西林区
西林区（せいりん-く）は中華人民共和国黒竜江省伊春市東南部にかつて存在した区。

## 行政区画
3街道を管轄：
- 街道弁事処：西林街道、新興街道、苔青街道

## 交通

### 鉄道
- 中国鉄路総公司
  - 南烏線

（南岔方面）- 西林駅 - 苔青駅 -（伊春方面）